# Sinfonía n.º 27 (Haydn)

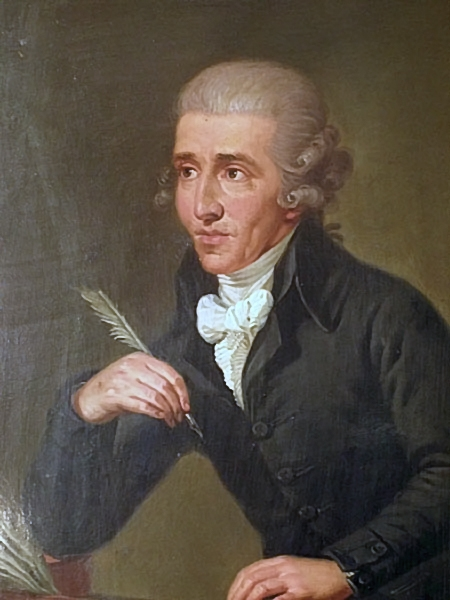
Haydn hacia 1770.

La Sinfonía n.º 27 en sol mayor, Hob. I:27, también conocida como Hermannstädter o Brukenthal, fue compuesta por Joseph Haydn antes de 1761.

## Historia
La producción sinfónica del maestro austríaco puede dividirse a grandes rasgos en tres bloques temporales: el primer bloque (1757-1761) se corresponde con su periodo al servicio del conde Carl von Morzin (n.º 1 - n.º 5); el segundo bloque en la corte Esterházy (1761-1790 pero con la última sinfonía para el público de Esterházy en 1781); y el tercer bloque (1782-1795) comprende las Sinfonías de París (n.º 82 - n.º 87) y las Sinfonías de Londres (n.º 93 - n.º 104). El 1 de mayo de 1761 el compositor firmó su contrato como vice-kapellmeister (más tarde kapellmeister) de la familia Esterházy, que nominalmente duró 48 años, hasta su muerte.
La composición de esta pieza se desarrolló en el periodo al servicio del conde Morzin. Según el musicólogo H. C. Robbins Landon fue escrita antes de 1760, contemporánea de las sinfonías n.º 15 a 18. El propio Haydn marcó esta sinfonía como la n.º 16, aunque sigue sin tenerse pruebas claras de ello. En 1907 el erudito Eusebius Mandyczewski le asignó su posición cronológica, asignación que después fue aceptada por Anthony van Hoboken.
Los sobrenombres de Hermannstädter o Brukenthal que se le han asignado hacen referencia al descubrimiento de una copia de la partitura. En 1946 se halló una copia de la sinfonía en la residencia de verano del barón Samuel von Brukenthal cerca de la ciudad rumana de Hermannstadt (actualmente Sibiu). En origen se había considerado una obra desconocida, la sinfonía pronto tomó el apodo de Hermannstädter tras ser grabada bajo ese título por la Orquesta Filarmónica de Rumanía. Unos años más tarde, Robbins Landon determinó que el manuscrito era una copía de la sinfonía ya publicado por Breitkopf & Härtel en 1907. Hoy en día, el sobrenombre es rara vez utilizado.

## Instrumentación
La partitura está escrita para una orquesta formada por:
- Viento madera: 2 oboes y 1 fagot.
- Viento metal: 2 trompas.
- Cuerda: una sección de cuerdas con 2 violines, viola, violonchelo y contrabajo.
- Teclado: clavecín como bajo continuo.

Las trompas faltan en varias fuentes; no obstante, es probable que sean auténticas.En aquella época se solía emplear un fagot para amplificar la voz del bajo, incluso sin una notación separada. En cuanto a la participación del clavecín como bajo continuo en las sinfonías de Haydn existen diversas opiniones entre los estudiosos: James Webster se sitúa en contra; Hartmut Haenchen a favor; Jamie James en su artículo para The New York Times presenta diferentes posiciones por parte de Roy Goodman, Christopher Hogwood, H. C. Robbins Landon y James Webster. A partir de 2019 la mayor parte de las orquestas con instrumentos modernos no utiliza el clavecín como continuo. No obstante, existen grabaciones con clavecín en el bajo continuo realizadas por: Trevor Pinnock (Sturm und Drang Symphonies, Archiv, 1989-1990); Nikolaus Harnoncourt (n.º 6–8, Das Alte Werk, 1990); Sigiswald Kuijken (incluidas las Sinfonías de París y Londres; Virgin, 1988-1995); Roy Goodman (Ej. n.º 1-25, 70-78, 82-87; Hyperion, 2002).

## Estructura y análisis
La sinfonía consta de tres movimientos:
- I. Allegro molto, en sol mayor 4
4
- II. Andante a la siciliana, en do mayor 6
8
- III. Presto, en sol mayor 3
8

La interpretación de esta obra dura aproximadamente entre 10 y 15 minutos. 

### I.Allegro molto
El primer movimiento, Allegro molto, está escrito en la tonalidad de sol mayor, en compás de 4/4 y sigue la forma sonata. Se abre con un llamativo tema de notas largas que asciende a través de la tríada de tónica; más tarde, en la dominante, es variado en una textura imitativa en piano. En su conjunto el movimiento posee la variedad motívica y textural típica de los movimientos de apertura rápidos, aunque un pasaje en arpegios descendentes en trémolo recuerda al movimiento rápido interior de la Sinfonía n.º 18, escrita en la misma tonalidad.

### II.Andante a la siciliana
El segundo movimiento, Andante a la siciliana, está en do mayor y en compás de 6/8. Es exteriormente convencional, pero su fraseo es irregular (exposición: 7+5+6 compases) y el desarrollo está principalmente en modo menor.

### III.Presto
El tercer y último movimiento, Presto, retoma la tonalidad inicial y el compás es 3/8. El Finale es un típico cierre en 3/8, que se distingue en el segundo grupo por una serie de escalas ascendentes rápidas que recuerdan vagamente al final "La tempesta" de la Sinfonía n.º 8 "Le soir".

## En la cultura popular
En 2007 Franz Koglmann empleó fragmentos de esta sinfonía en una composición de jazz titulada Nocturnal Walks, con letra de Emil Cioran.